# História da Cornualha

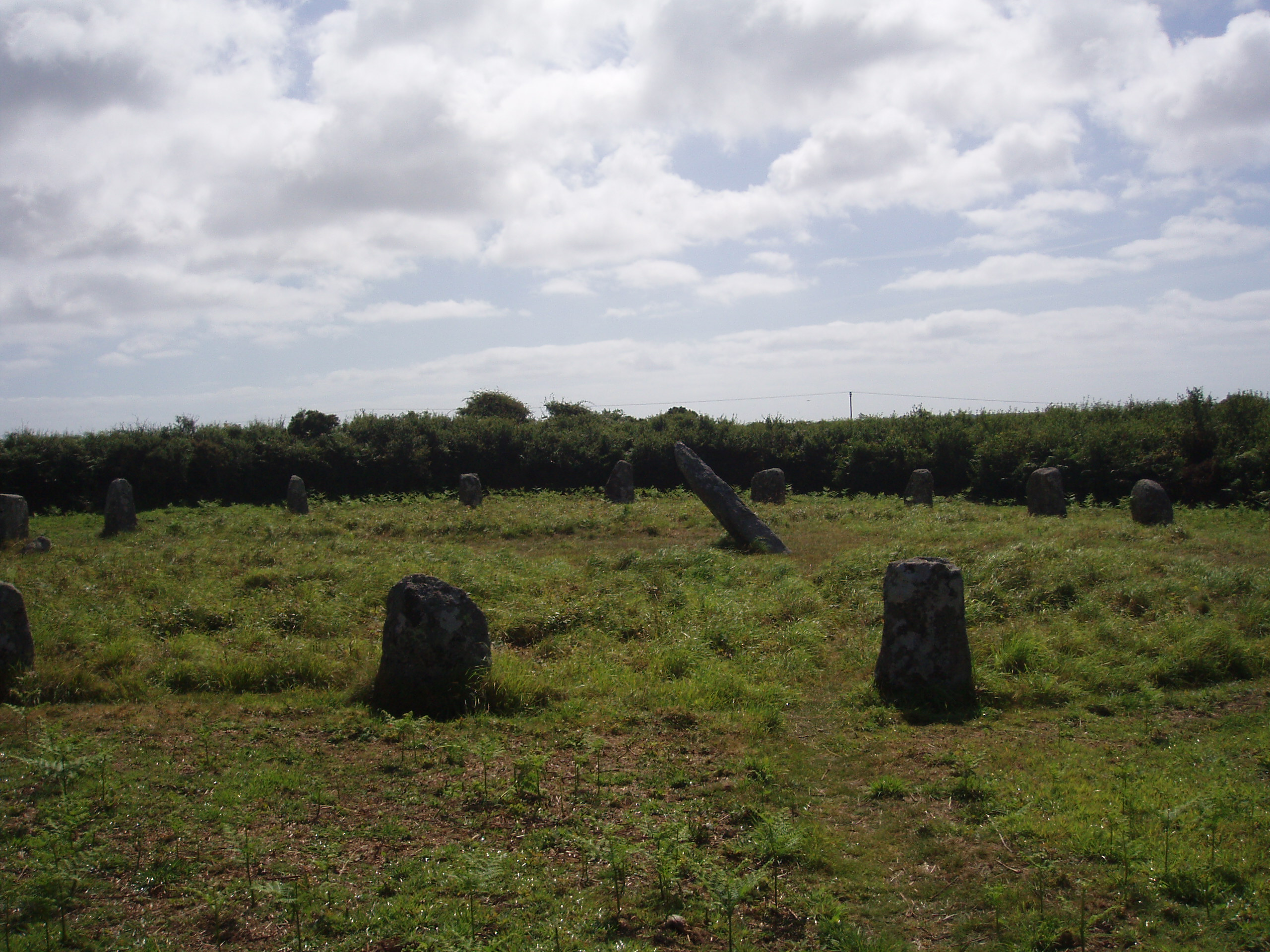
Círculo de pedras Boscawen-Un olhando para o norte.

A História da Cornualha remonta ao Paleolítico, mas neste período a Cornualha só teve visitas esporádicas de grupos de humanos. A ocupação contínua começou há cerca de 10.000 anos, após o fim da última era glacial. Quando a história registrada começou no primeiro século a.C., a língua falada era o britônico comum, e isso se desenvolveria no britônico do sudoeste e depois na língua córnica. A Cornualha fazia parte do território da tribo dos Dumnonii, que incluía o atual Devon e partes de Somerset. Após um período de domínio romano, a Cornualha voltou a ser governada por líderes romano-britânicos independentes e continuou a ter um relacionamento próximo com a Bretanha e o País de Gales, bem como com a Irlanda do Sul, que era vizinha do outro lado do Mar Céltico. Após o colapso da Dumnônia, o território restante da Cornualha entrou em conflito com o vizinho Wessex.
Em meados do século IX, Cornualha caiu sob o controle de Wessex, mas manteve sua própria cultura. Em 1337, o título Duque de Cornualha foi criado pela monarquia inglesa, para ser mantido pelo filho mais velho e herdeiro do rei. Cornualha, junto com o condado vizinho de Devon, manteve instituições Estanárias que garantiam algum controle local sobre seu produto mais importante, o estanho, mas na época de Henrique VIII a maioria dos vestígios de autonomia da Cornualha havia sido removida, pois a Inglaterra se tornou um estado cada vez mais centralizado sob a dinastia Tudor. Conflitos com o centro ocorreram com a Rebelião da Cornualha de 1497 e a Rebelião do Livro de Oração de 1549.
No final do século XVIII, Cornualha era administrada como parte integrante do Reino da Grã-Bretanha, juntamente com o resto da Inglaterra, e a língua córnica entrou em declínio acentuado. A Revolução Industrial trouxe grandes mudanças para Cornualha, bem como a adoção do Metodismo entre a população em geral, tornando a área não conformista. O declínio da mineração em Cornualha resultou em emigração em massa para o exterior e na diáspora córnica, bem como no início do Renascimento Celta e do Renascimento córnico, que resultou no início do nacionalismo córnico no final do século XX.
A história medieval inicial da Cornualha, em particular as primeiras referências galesas e bretãs a um rei da Cornualha chamado Artur, apareceu em obras lendárias como a Historia Regum Britanniae de Geoffrey de Monmouth, anterior às lendas arturianas da Matéria da Bretanha.